# TJ Jednota Bánová
TJ Jednota Bánová là một câu lạc bộ bóng đá Slovakia, đến từ Bánová, một quận của thành phố Žilina. Câu lạc bộ được thành lập năm 1929.